# Rečica, Požarevac
Rečica (Речица), pronunțat în limba română Recița, este un sat situat în partea de est a Serbiei, în Districtul Braničevo. Aparține administrativ de comuna Požarevac. La recensământul din 2002 localitatea avea 518 locuitori.